# Archidiocèse de Halifax-Yarmouth
Pour les articles homonymes, voir Halifax et Yarmouth.
L'archidiocèse métropolitain de Halifax, dans la province canadienne de la Nouvelle-Écosse, a été érigé canoniquement le 4 mai 1852 par le pape Pie IX. Son évêque est Mgr Anthony Mancini, qui siège à la cathédrale Sainte-Marie de Halifax. En 2009, l'archidiocèse de Halifax fusionna avec le diocèse de Yarmouth pour former l'archidiocèse de Halifax-Yarmouth.

## Histoire diocésaine
Les premiers missionnaires jésuites arrivent en Acadie au début du XVIIe siècle. Les récollets arrivent après la prise temporaire de la colonie par Samuel Argall. Les capucins viennent en 1632 pour travailler auprès des amérindiens. Antoine-Simon Maillard est un des missionnaires les plus célèbres, devenu administrateur de l'Acadie en 1760.
Sous le régime britannique, les prêtres catholiques n'ont pas le droit de posséder des terres sauf s'ils reçoivent la permission de la couronne. Beaucoup d'Irlandais immigrent au Canada et en 1783 ils demandent l'annulation des pénalités. L'abbé Jean-Mandé Sigogne se distingue pour son zèle missionnaire au début du XIXe siècle.
Le vicariat apostolique de la Nouvelle-Écosse fut érigé le 4 juillet 1817 par le pape Pie VII à partir du diocèse de Québec. Edmund Burke est son premier évêque. Le vicariat est élevé en évêché en 1842, puis en archevêché dix ans plus tard. Ce diocèse doit céder du territoire en 1844 pour créer le diocèse d'Arichat, puis en 1953 pour créer le diocèse de Yarmouth.
Le Collège Sainte-Marie, le séminaire du Saint-Cœur, l'Académie du Sacré-Cœur et l'Académie du Mont Saint-Vincent ont été fondés sous l'impulsion du clergé.

## Superficie et population
Ce diocèse a une superficie de 34 055 km2. En 2021, il y a près de 215 880 catholiques dans ce diocèse, soit 26,7 % de la population totale. Ils étaient moins de 5 % au début du XXe siècle et 18 % en 1950. Soixante-cinq prêtres portent leur ministère dans soixante-six paroisses, et il y a un peu moins d'une centaine de religieux et religieuses dans cet évêché.[réf. nécessaire]

## Services diocésains
Le diocèse offre un tribunal matrimonial, chancellerie, un office des jeunes, une formation au laïcat et une pastorale des vocations. Développement et Paix est présent à Halifax.

## Évêques et archevêques
- Edmund Burke (1817 - 1820)
- Denis Lyons (1824)
- William Fraser (1825 - 1844)
- William Walsh (1844 - 1858)

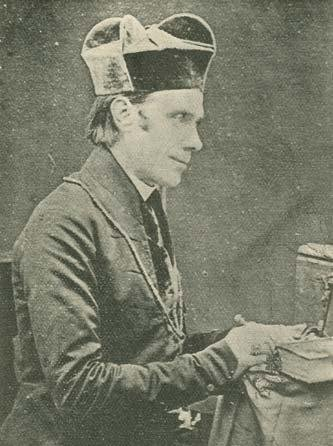
William Walsh, archevêque de Halifax de 1844 à 1858.

- Thomas Louis Connolly (1859 - 1876)
- Michael Hannan (1877 - 1882)
- Cornelius O'Brien (1882 - 1906)
- Edward Joseph McCarthy (1906 - 1931)
- Thomas O'Donnell (1931 - 1936)
- John Thomas McNally (1937 - 1952)
- Joseph Gerald Berry (1953 - 1967)
- James Martin Hayes (1967 - 1990)
- Austin-Emile Burke (1991 - 1998)
- Terrence Thomas Prendergast (1998 - 2007)
- Anthony Mancini (2007 - 2019)
- Brian Joseph Dunn (2019 -

## Suffragants
- Diocèse d'Antigonish
- Diocèse de Charlottetown
- Diocèse de Yarmouth

## Ordres religieux dans l'histoire du diocèse
- Eudistes
- Société de Jésus
- Ordre des frères mineurs
- Ordre des frères mineurs capucins
- Récollets

## Devise diocésaine
- Sub Cruce Salus (« Le salut sous la croix »)